# Auburn River
Der Auburn River ist ein Fluss im Südosten des australischen Bundesstaates Queensland.

## Flusslauf
Der Fluss entspringt im Borania State Forest in der Auburn Range, einem Teil der Great Dividing Range, einige Kilometer östlich des Ortes Cracow. Von dort fließt er zunächst nach Süden bis zur Siedlung Rockybar und wendet seinen Lauf dann nach Osten. Bei der Siedlung Redbank biegt er wieder nach Süden ab und setzt seinen Lauf bis zur Siedlung Auburn fort. Von dort fließt er in nordöstlicher Richtung und mündet rund zehn Kilometer südwestlich von Mundubbera in den Burnett River.

## Nebenflüsse
Der Fluss hat auf der entsprechenden Mündungshöhe folgende Nebenflüsse:
- Nipps Gully – 377 m
- Byroga Creek – 356 m
- Berri Berri Creek – 355 m
- Dyngie Creek – 351 m
- Emu Creek – 345 m
- Chess Creek – 341 m
- Dogherty Creek – 326 m
- Paddy Creek – 321 m
- Liffey Creek – 318 m
- Watchbox Creek – 316 m
- Pipeclay Creek – 315 m
- Glisson Creek – 314 m
- Spencer Creek – 305 m
- Lighthouse Creek – 304 m
- Sujeewong Creek – 301 m
- Fishy Creek – 296 m
- Long Gully – 288 m
- Impey Creek – 288 m
- Fanny Creek – 286 m
- Johnson Creek – 278 m
- Halloran Creek – 264 m
- Koko Creek – 260 m
- Morang Creek – 241 m
- Bottle Tree Creek – 240 m
- Hooper Creek – 239 m
- Narayen Creek – 237 m
- Two Mile Gully – 236 m
- Jacabar Creek – 230 m
- Apple Creek – 227 m
- Cheltenham Creek – 221 m
- Hogarth Creek – 221 m
- Well Creek – 218 m
- Two Mile Creek – 213 m
- Logyard Creek – 208 m
- Carderga Creek – 150 m
- Grindstone Creek – 139 m
- Flagstone Creek – 130 m